# GLUT1
Il GLUT1 fa parte di una famiglia di proteine trasportatrici di glucosio (GLUT) integrali di membrana che favoriscono il passaggio di glucosio dai compartimenti extracellulari all'interno delle cellule. Si trova localizzata nella maggior parte delle cellule del corpo umano, in particolar modo negli eritrociti (globuli rossi) e in altri tessuti glucosio-dipendenti. La sua struttura presenta 12 α-eliche secondarie che attraversano la membrana cellulare, entrambe le estremità della proteina (estremità N-terminale ed estremità C-terminale) sono immerse nel citosol. La sua costante di trasporto Km vale 1.5mM (costante che fa riferimento alla Cinetica di Michaelis-Menten).

## Polarità delle α-eliche

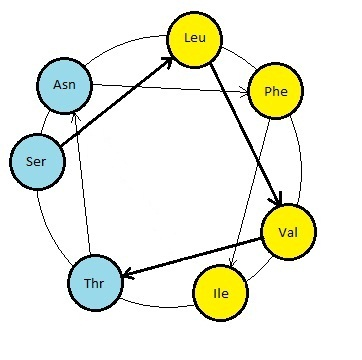
Struttura dell' α-elica. In giallo sono riportati i residui della porzione apolare, in blu i residui della porzione polare.

Le eliche tendono a presentare sequenze aminoacidiche che determinano una polarizzazione omogenea in determinate regioni dell'elica stessa: una delle eliche transmembrana è formata da una sequenza di 7 residui aminoacidici: serina- leucina- valina- treonina- asparagina- fenilalanina- isoleucina, i quali costituiscono 2 giri dell'elica. La loro disposizione tridimensionale fa sì che l'elica abbia un lato polare e un lato apolare; questa sua caratteristica è essenziale per il corretto funzionamento della proteina. Le 12 eliche si dispongono nella membrana in modo da formare un "poro" che facilita il passaggio 
delle molecole polari di glucosio.

## Trasporto del glucosio
Il meccanismo di trasporto del glucosio vede l'alternarsi di due stadi conformazionali della proteina di trasporto: 
- T1: conformazione con alta affinità per il glucosio;
- T2: conformazione con bassa affinità per il glucosio;

La molecola di glucosio intercetta la GLUT1 in fase T1 con la quale interagisce, l'interazione fa sì che la proteina cambi di conformazione da fase T1 con alta affinità a fase T2 con bassa affinità. In fase T2 il glucosio abbandona la proteina per diffondere all'interno del citosol della cellula; in assenza di glucosio legato la GLUT1 tornerà spontaneamente in fase T1. La molecola di glucosio è un effettore omotropico della GLUT1 con effetto negativo: è il glucosio stesso a diminuire l'affinità per il glucosio della GLUT1 (passaggio conformazionale da fase T1 senza glucosio a fase T2 con glucosio).